# Флаг Южного Судана
Флаг Южного Судана (англ. Flag of the Republic of South Sudan) — его официальный государственный символ, наряду с гербом и гимном. Утверждён 9 июля 2005 временной конституцией тогда ещё региона Судана, в соответствии с Найвашским соглашением, ставшим завершением Второй гражданской войны в Судане.

## Описание
Имеет сходство с флагами Судана и Кении. Выполнен в тех же цветах, что и флаг Судана с разницей в значении цветов. Горизонтальные чёрные, белые, красные и зелёные полосы флага выполнены в том же стиле, что и флаг Кении, и имеют панафриканскую символику. Ещё одно отличие флагов Судана и Южного Судана заключается в том, что внутри синего треугольника находится жёлтая звезда (как на флаге Бельгийского Конго), символизирующая единство Южного Судана.
С момента принятия флага возникли разногласия по поводу того, должна ли звезда быть слегка наклонена вправо или оставаться вертикально, и должен ли шеврон быть темно-синим или небесно-голубым. Варианты флага с темно-синим шевроном, наклонными звездами или обоими обычно использовались до 2023 года, когда правительство объявило небесно-голубой шеврон и вертикальную звезду единственной принятой версией.
Флаг представляет собой прямоугольное полотнище с соотношением сторон 1:2, состоящее из трёх горизонтальных полос чёрного, красного и зелёного цветов, разделённых между собой двумя белыми горизонтальными полосами, что делает его похожим на флаг Кении. У древка расположен равносторонний треугольник синего цвета, в центре которого изображена золотая звезда.
Хотя ни в одном юридическом документе не было официально закреплено стандартизированных цветовых кодов, 25 августа 2023 года Управление по делам СМИ Южного Судана выпустило рекомендацию, в которой не рекомендуется использовать более тёмные оттенки синего.

### Символика
Цвета флага имеют следующее символическое значение:
- чёрный — символизирует чернокожее население Южного Судана;
- белый — символизирует мир в Судане, для достижения которого было отдано множество жизней;
- красный — символизирует пролитую борцами за свободу кровь;
- зелёный — символизирует сельскохозяйственный потенциал, представленный плодородной почвой и богатой экваториальной растительностью сельской местности Южного Судана;
- синий — символизирует реку Нил, являющуюся основным источником жизни не только для Южного Судана, но также и для территорий севернее, вплоть до Египта.

Звезда является символом единства регионов Южного Судана и «путеводным знаком» для страны и её народа. Весь же флаг символизирует одну нацию чёрных африканцев, объединённых в борьбе за вечный мир и процветание для всего народа Южного Судана.

## История
Когда Судан обрёл независимость в 1956 году, страна оказалась разделена на мусульманский север и немусульманский юг, где проживали христиане и представители африканских народных верований. До обретения независимости британское правительство разработало соответствующие местные символы для регионов Судана, но новое правительство независимого Судана выступило против их использования, посчитав их неэффективными для укрепления национального единства. С самого начала жители юга Судана чувствовали себя ущемлёнными исламским севером.
Чтобы добиться независимости, южане вели войну против севера, пока в 2005 году не было заключено мирное соглашение, включавшее в себя проведение референдума о независимости. Референдум 2011 года получил подавляющую поддержку, и Южный Судан официально стал независимым 9 июля. В 1990-х годах, во время борьбы с севером, жители Южного Судана создали знамя независимости, которое впоследствии стало новым национальным флагом. Флаг был разработан Сэмюэлем Аджаком, художником и бригадным генералом Народно-освободительной армии Судана под руководством революционного лидера Джона Гаранга. Первоначально флаг использовался в качестве флага Народной армии освобождения Судана. Однако флаг так и не был детально проработан, что привело к недопониманию относительно его точных цветов и расположения звезды. 
Чтобы устранить несоответствия, 25 августа 2023 года Управление по делам СМИ Южного Судана выпустило рекомендации, в которых указано, что правильный вариант флага должен иметь голубой шеврон и вертикальную звезду. Теперь в Южном Судане запрещено распространять альтернативные изображения флага с тёмно-синим шевроном или наклонённой звездой.

## Исторические флаги
- Флаг Южного Судана (2011–2023) с тёмно-синим треугольником .
- Флаг Южного Судана (2011–2023) с тёмно-синим треугольником и склонённой звездой.